# Trường Bình Công chúa
Trường Bình công chúa (chữ Hán: 長平公主; 1629 – 1646), Công chúa nhà Minh, là Hoàng nữ thứ hai của Minh Tư Tông Sùng Trinh Đế.
Bà là người con sống lâu nhất của Sùng Trinh Đế. Vào năm 1644 khi phiến quân Lý Tự Thành tiến vào kinh thành, Sùng Trinh Đế đã sát hại hết toàn bộ hậu phi và Công chúa. Không lâu sau, các Hoàng tử cũng bị thanh trừng dưới dưới triều Đại Thuận.

## Tiểu sử
Trường Bình công chúa có tên thật là Chu Mỹ Sác (朱媺娖), sinh ra vào thời nhà Minh suy tàn và mất nước nên không được sống sung túc hơn người, lại gặp phải cảnh nước mất nhà tan, số phận bi thảm. Nhà Minh dưới thời của Sùng Trinh thì phía Bắc có tộc chủ Mãn Châu là Hoàng Thái Cực đang xua Bát Kỳ Nam hạ, phía Đông thì giặc Oa Khấu hoành hành, trong triều thì Ngụy Trung Hiền thao túng, Lý Tự Thành nổi dậy.
Năm 16 tuổi, Trường Bình công chúa được Sùng Trinh hứa gả cho Chu Thế Hiển (朱世顯) nhưng hôn sự phải hoãn do nạn giặc cỏ Lưu Khấu tiến đến gần và tạm ngưng. Sau khi Lý Tự Thành tiến vào Bắc Kinh, Sùng Trinh Đế cùng đường, muốn tuẫn tiết tự sát, đã quyết định giết các Hoàng nữ của mình, ông chỉ kiếm vào Trường Bình công chúa và nói: "Chỉ trách số phận ngươi bất hạnh sinh ra trong hoàng tộc", rồi cầm kiếm chặt đứt cánh tay trái của Trường Bình công chúa, do van xin khẩn thiết nên bà được Sùng Trinh Đế tha mạng. Có thuyết nói Công chúa đã giả chết đến khi vua cha đi khỏi thì cải trang làm Thái giám và bỏ trốn. Em gái bà là Chiêu Nhân công chúa (昭仁公主) bị chặt đầu.
Năm Thuận Trị thứ hai, Trường Bình công chúa viết thư yêu cầu Thuận Trị Đế cho bà được xuất gia làm ni cô. Thuận Trị Đế không đồng ý, lại tác hợp cho Trường Bình công chúa theo hôn ước trước đây với Chu Thế Hiển và Thanh triều cũng ban thưởng hậu hĩnh.
Tuy nhiên, ám ảnh nỗi đau mất nước, bị vua cha giết hụt, các anh chị em bị sát hại và nhiều sự kiện thương tâm khác khiến Công chúa u uất sinh bệnh. Một năm sau, bà bệnh nặng qua đời khi đang mang thai, chôn cất tại phía ngoài Quảng Ninh môn, còn gọi là Chương Nghĩa môn gần Chu gia.
Nhà thơ Ngô Vĩ Nghiệp (吴伟业) sáng tác "Tư lăng Trường Bình công chúa văn thơ":「Quý chủ mĩ âm mỹ, tiền triều diện mệnh quang, hồng văn thùy viễn cận, ai tru trứ hưng vong……」

## Trong văn hóa
Trường Bình công chúa có ảnh hưởng lớn trong văn hóa dân gian và văn hóa đại chúng hơn là trong lịch sử, với nhiều câu chuyện được truyền tụng về cuộc đời của bà sau khi mất. Truyền thuyết dân gian cho rằng Trường Bình công chúa đã xuất gia làm ni cô sau khi nhà Minh sụp đổ. Bà luyện tập võ nghệ và trở thành một thủ lĩnh của phong trào Phản Thanh phục Minh. Với võ nghệ cao cường, cô được mệnh danh là Độc tý thần ni (獨臂神尼) tức là thần ni một tay. Một trong các đồ đệ của bà là Lã Tứ Nương (呂四娘), nữ anh hùng đã hành thích Ung Chính Đế trong văn hóa dân gian.
Trường Bình công chúa cũng được tiểu thuyết hóa trong hai tiểu thuyết võ hiệp của Kim Dung là Bích huyết kiếm và Lộc Đỉnh ký. Trong Bích huyết kiếm Trường Bình công chúa có tên là A Cửu, còn trong Lộc Đỉnh ký Trường Bình công chúa xuất gia lấy pháp danh là Cửu Nạn. Điều này không hợp lý với lịch sử vì Trường Bình công chúa qua đời năm 1646 lúc 17 tuổi mà Khang Hi Đế đến năm 1662 mới lên ngôi. Trường Bình công chúa đã không còn sống tại thời điểm đó.
Chuyện tình giữa Trường Bình công chúa và Chu Thế Hiển đã được chuyển thể thành một vở kịch Quảng Đông mang tên Đế nữ hoa (帝女花). Vở kịch này đã được chuyển thể thành phim điện ảnh và phim truyền hình.